# 清水康弘 (トランペット奏者)
清水 康弘（しみず やすひろ、1965年 - ）は、広島県福山市出身のトランペット（フリューゲルホルン）奏者。ハイノートで押し切るパワフルなスタイルから、中低音を主体としたハートフルなバラードまで、幅広いスタイルに対応できるトランペッターとして知られる。

## 来歴
広島県福山市にて生まれる。広島県福山市松永町福山市立松永小学校、福山市立松永中学校卒業。小学校のトランペット鼓笛隊に入隊。小学校5年生よりトランペットを始める。国立音楽大学附属高等学校、昭和音楽大学をトランペット専攻にて卒業。その後、ヤマハ音楽院研究科特待生となり、在学中、ボブ･佐藤＆スター･フォード･オーケストラに入団。1991年から1998年までブラス･ポップ･バンド『Brass Plus』のリーダーとして活躍。『Brass Plus』解散後、EM（エリック・ミヤシロ）バンド、東京マジェスティックオーケストラ、香取良彦ジャズ･オーケストラ等へ参加。また、モダンチョキチョキズ、山口智充、くず、DREAMS COME TRUEなどのライヴ・サポート、TOKIO、関ジャニ∞、aiko等のアルバムにも参加。他にも、多数のテレビCM、映画、ドラマ音楽などにスタジオミュージシャンとして参加している。1991年から2011年度まで20年にわたりヤマハ音楽院（旧ネム音楽院）で後進の指導にあたり、多くの指導者やミュージシャンを育成し、音楽界に送り込んでいる。2013年より昭和音楽大学講師。ウクレレ通としても知られ、世界初となるビッグバンドとウクレレのコラボレーションを企画。ウクレレの巨匠、森嘉彦氏と共演し、CDをリリース。国内外から好評を博している。また、テレビ東京「音遊人（みゅーじん）」ではウクレレ奏者として小錦らと共演したり、高木ブー著の本では彼のウクレレに関する精力的な活動が取り上げられている。占部弦楽器製作所代表の占部英明氏とも親交が深い。
横濱音泉倶楽部代表、office「Shimizu MUSIC Lab」代表、ヤマハ(株)契約登録講師。トランペットを北村源三、中山冨士雄、板倉駿夫、久保義一、小田孝則、数原晋らに、作編曲を真島俊夫、平野孝幸の両者、 ヴォイス･トレーニングを大倉真弓に師事する。

## ディスコグラフィ

### リーダーアルバム
- BrassPlus: LaLaLa(キューンソニー)  1996年1月
- 横濱音泉倶楽部: COLLABORATION 〜Aloha! Big Band & Uke〜 2003年9月
- 横濱音泉倶楽部: CRYSTAL GEYSER 2010年6月

### 主なアルバム参加作品
- 奥山友美: Alienation(IndiVisual Records) 1993年2月28日
- 奥山友美: naturally(IndiVisual Records) 1993年7月7日
- aiko: 秋 そばにいるよ(ポニーキャニオン) 2002年9月4日
- くず: くずアルバム(よしもとアール・アンド・シー) 2003年3月26日
- TOKIO: AMBITIOUS JAPAN!(ユニバーサルJ) 2003年10月1日
- 大里ヨシユキと安全+第一: 夢(Office ZERO) 2004年7月5日
- 鋼の錬金術師: HAGAREN SONG FILE-ROY MUSTANG-(Aniplex) 2004年12月15日
- dorlis: Swingin' Party(日本ビクター) 2005年11月16日
- akiko: Little Miss Jazz & Jive(ユニバーサルJ) 2005年11月23日
- 関ジャニ∞: ズッコケ大脱走(テイチクエンタテインメント) 2007年6月6日
- 大里ヨシユキと安全+第一: FLY HIGH/栄光への道(Office ZERO) 2007年8月26日
- ナオト・インティライミ: Nice catch the moment！(ユニバーサルミュージック) 2013年5月15日
- 山口智充: 最近、空を見上げているかい？(よしもとアール・アンド・シー) 2013年6月13日

### 主なDVD参加作品
- くず: くずライブ2002(よしもとアール・アンド・シー) 2003年3月26日
- ワンナイ: ワンナイ スーパーライブ in パシフィコ横浜2004(よしもとアール・アンド・シー) 2006年2月22日
- ワンナイ ゴリエ: ワンナイ お台場冒険王 スーパーミュージカル(よしもとアール・アンド・シー) 2006年3月22日

## 出演

### テレビ
- ワンナイR&R SPECIAL2（フジテレビ）2002年6月17日
- ワンナイR&R SPECIAL 2.（フジテレビ）2002年6月25日
- ふるさと通信（広島ホームテレビ）2003年1月17日
- 音遊人（みゅーじん）（テレビ東京）ヤマハ音楽院にて出演 2005年11月19日
- 音遊人（みゅーじん）（テレビ東京）横濱音泉倶楽部にて出演 2005年12月24日
- 水10!ワンナイR&R（フジテレビ）くずバンドにて出演 2002年～ 2006年
- 音遊人（みゅーじん）（テレビ東京）2006年2月4日